# 미즈사와정
미즈사와정(水沢町)은 이와테현 이사와군에 설치되었던 정이다. 현재의 오슈시에 해당한다.

## 연혁
- 1889년 4월 1일 - 정촌제 시행에 의해 시오카마 촌, 기타시모바 촌 및 도키와 촌 일부(야스로이지 이치요기·히고기·산기)의 구역으로 발족.
- 1954년 4월 1일 - 아네타이촌·사쿠라가와촌·마시로촌·에사시군 구로이시촌·하네다촌과 합병해 미즈사와시가 발족.같은 날 미즈사와정 폐지.
- 2006년 2월 20일 - 미즈사와시가 에사시시, 마에사와정, 이사와정, 고로모가와촌과 합병해 오슈시가 발족.

## 정장
- 시모이사카 곤자부로 : 1902년-1914년
- 시모이사카 하지메 : 1947년-1950년
- 후지와라 키조 : 1950년-1954년

## 교통

### 철도
- 일본국유철도
  - 도호쿠 본선
    - 미즈사와역

### 도로
- 국도 4호선